# سيزار (لاعب كرة قدم)
سيزار (بالبرتغالية: Cesar Vinicio Cervo De Luca‏) هو لاعب كرة قدم برازيلي في مركزي قلب الدفاع والدفاع، ولد في 19 مايو 1979 في ريو دي جانيرو في البرازيل. لعب مع كييفو فيرونا ونادي بادوفا ونادي فلومينينسي ونادي فيرتوس إينتيلا ونادي كاتانيا ونادي كريمونيسي ويوفي ستابيا.

## وصلات خارجية
- سيزار (لاعب كرة قدم) على موقع قاعدة بيانات كرة القدم.إي يو (الإنجليزية)
- سيزار (لاعب كرة قدم) على موقع Soccerway.com (الإنجليزية)
- سيزار (لاعب كرة قدم) على موقع عالم كرة القدم.نت (الإنجليزية)